# کریس ریهر
کریس ریهر (انگلیسی: Chris Reher؛ زادهٔ ۷ آوریل ۱۹۹۴) بازیکن فوتبال اهل آلمان است.
از باشگاه‌هایی که در آن بازی کرده‌است می‌توان به باشگاه فوتبال هالشر اشاره کرد.